# Syrmosaurus
Syrmosaurus is een geslacht van plantenetende ornithischische dinosauriërs, behorend tot de Ankylosauria, dat tijdens het late Krijt leefde in het gebied van het huidige Mongolië. Het is een jonger synoniem van Pinacosaurus.
Op het eind van de jaren veertig vond een Sovjet-Mongoolse expeditie bij Bajan Zag in de Gobiwoestijn resten van ankylosauriden. In 1952 benoemde en beschreef Jevgeni Aleksandrovitsj Malejev op basis hiervan de typesoort Syrmosaurus viminocaudus. De geslachtsnaam is afgeleid van het Oudgrieks συρμός, syrmos, "kronkelende voortbeweging", een verwijzing naar de vermeende slepende tred van het dier. In feite staan ankylosauriërs recht op de poten en kan hun stijve romp in het geheel niet kronkelen. De naam wordt ook wel vertaald als "kruipende sauriër". De soortaanduiding is afgeleid van het Latijnse vimineus, "twijgvormig", en cauda, "staart", een verwijzing naar het verdunde en door lange werveluitsteeksels verstijfde staartuiteinde, de hendel van de staartknots.
Het holotype, PIN 614, is gevonden in een laag van de Djadochtaformatie die dateert uit het Campanien. Het bestaat uit een gedeeltelijk skelet.
In 1977 stelde Teresa Maryańska vast dat Syrmosaurus een jonger synoniem was van Pinacosaurus Gilmore 1933.
Malejev benoemde in een opvolgende publicatie uit 1952 ook een tweede soort van Syrmosaurus: Syrmosaurus disparoserratus. De soortaanduiding betekent: "met ongelijksoortige kartelingen", een verwijzing naar de structuur van de denticula op de tanden. In 1987 benoemde Tatjana Toemanova hiervoor het aparte geslacht Maleevus.
Malejev plaatste het dier in een eigen Syrmosauridae. Dit werd al snel onderkend als een synoniem voor Ankylosauridae.